# Bodsjön (Haverö socken, Medelpad, 692103-145671)
Bodsjön är en sjö i Ånge kommun i Medelpad och ingår i Ljungans huvudavrinningsområde. Sjön har en area på 1,52 kvadratkilometer och ligger 267,2 meter över havet. Sjön avvattnas av vattendraget Kvarnån (Hortesån).

## Delavrinningsområde
Bodsjön ingår i det delavrinningsområde (692052-145520) som SMHI kallar för Utloppet av Bodsjön. Medelhöjden är 305 meter över havet och ytan är 18,45 kvadratkilometer. Räknas de 7 avrinningsområdena uppströms in blir den ackumulerade arean 131,35 kvadratkilometer. Kvarnån (Hortesån) som avvattnar avrinningsområdet har biflödesordning 2, vilket innebär att vattnet flödar genom totalt 2 vattendrag innan det når havet efter 167 kilometer. Avrinningsområdet består mestadels av skog (75 procent). Avrinningsområdet har 1,66 kvadratkilometer vattenytor vilket ger det en sjöprocent på 9 procent.